# Луси (Кунео)
Луси је насеље у Италији у округу Кунео, региону Пијемонт.
Према процени из 2011. у насељу је живело 62 становника. Насеље се налази на надморској висини од 260 м.